# Juan Manuel de Espinosa
Juan Manuel de Espinosa (Sevilla, 1597 — Tarragona, 1679) fou un religiós de família noble d'origen castellà que fou general de la Congregació de Valladolid (1645-49), bisbe d'Urgell i copríncep d'Andorra (1660-64) i arquebisbe de Tarragona (1664-79).
L'any 1619 va entrar al monestir de Montserrat on, l'any 1637 en va ser escollit abat quadriennal. Poc després s'inicià la guerra dels Segadors i l'any 1641 fou expulsat per la Diputació del General, juntament amb uns altres cinquanta-cinc monjos i ermitans procedents la corona de Castella. Llavors es va establir a Madrid, on fundà amb els seus companys un monestir dedicat a la Mare de Déu de Montserrat, existent encara avui.
Com a eclesiàstic al capdavant de l'arquebisbat de Tarragona en ressalta la convocació de tres concilis provincials (1664, 1670, 1678). També treballà per la impressió de les constitucions dels concilis provincials anteriors i imprimí un Rituale de la seu tarragonina (1671).